# Asher Book
Asher Monroe Book (18 de Setembro de 1988, Arlington, Virginia) é um cantor, dançarino e ator norte-americano. Seu papel de maior destaque em um filme, foi em FAME onde interpretou Marco Ramone. No filme Asher atua e também canta. Ele é da banda V Factory, a mesma de Jared Murillo, ex de Ashley Tisdale. Asher além de cantar também toca piano,guitarra e dança.

## Biografia
Embora Asher Monroe Book pode ser novo para o cenário de Hollywood, ele já fez um nome para si mesmo como um talentoso ator, cantor e guitarrista realizado. Asher teve seu início em atuar no ano de 2000, quando interpretou o personagem "Prince Edward Tudor" ao vivo, no palco da Marc Elliott, Woldin Judd, e Ivan Menchell adaptação musical de "Mark Twain O Príncipe e o Mendigo", em Seattle, Washington e St. Paul, Minnesota.
Devido à sua forma de cantar inacreditável e habilidades musicais, Asher foi inspirado para se tornar um ator com 11anos de idade afirmando que era seu "amor pela música que o levou a diversificar e ampliar suas habilidades para divertir os outros". Sua primeira grande chance veio a ele em 2004, quando ele foi escolhido, para ser o filho de Gary Cole, Liam, no filme original da ABC Family "Pop Rocks".
Em "Pop Rocks", Asher foi capaz de mostrar ao mundo como ele era talentoso, não só dando um excelente trabalho interpretar o personagem Liam, mas também a tocar e gravar a canção "I Want To Be Your Man" para o filme e sua trilha sonora.